# マックス・ベア (ボクサー)
マックス・ベア（Max Baer、1909年2月11日 - 1959年11月21日）は、アメリカ合衆国の男性プロボクサー、俳優。ネブラスカ州オマハ出身。元世界ヘビー級王者。
弟にジョー・ルイスに2度に渡って挑戦したバディ・ベア、息子にマックス・ベア・ジュニアがいる。

## 来歴
1929年5月16日、プロデビュー。
1930年8月25日、フランキー・キャンベルと対戦し、5回TKO勝ち。ベアのパンチが原因でキャンベルは翌26日に死去した。
1932年8月31日、アーニー・シャーフと対戦し、10回判定勝ち。シャーフは1933年2月10日のプリモ・カルネラとの試合でKO負けし、2月14日に死去したが、当時のスポーツ記者の中には、ベアとの試合でのダメージを原因に挙げるものもいた。
1933年6月8日、元世界ヘビー級王者マックス・シュメリングと対戦し、10回TKO勝ち。この試合は1933年のリングマガジン ファイト・オブ・ザ・イヤーに選出された。
1934年6月14日、世界ヘビー級タイトルマッチで王者プリモ・カルネラに挑戦。11度のダウンを奪った上での11回TKO勝ちで王座を獲得した。
1935年6月13日、世界ヘビー級タイトルマッチでジェームス・J・ブラドックと対戦。圧倒的有利と見られていたが、15R判定負けを喫し王座から陥落した。この試合は1935年のリングマガジン アップセット・オブ・ザ・イヤーに選出され、2005年にはブラドックを主役とした映画『シンデレラマン』として実写化された。
1935年9月24日、再起戦でジョー・ルイスと対戦し、4回KO負け。この試合は1935年のリングマガジン ファイト・オブ・ザ・イヤーに選出された（2度目）。
1938年3月11日、トミー・ファーと対戦し、15回判定勝ち。この試合は1938年のリングマガジン アップセット・オブ・ザ・イヤーに選出された。
1941年4月4日の試合を最後にボクシングから引退。
ボクサー引退後は俳優として活動した。

## 獲得タイトル
- ニューヨーク州アスレチックコミッション認定世界ヘビー級王座
- NBA認定世界ヘビー級王座